# مات بلاك
مات بلاك هو لاعب كرة القدم الكندية كندي، ولد في 1 مارس 1985 في تورونتو في كندا.